# Gmina Strömstad
Gmina Strömstad (szw. Strömstads kommun) – gmina w Szwecji, w regionie Västra Götaland, z siedzibą w Strömstad.
Pod względem zaludnienia Strömstad jest 192. gminą w Szwecji. Zamieszkuje ją 11 373 osób, z czego 50,43% to kobiety (5735) i 49,57% to mężczyźni (5638). W gminie zameldowanych jest 1504 cudzoziemców. Na każdy kilometr kwadratowy przypada 24,12 mieszkańca. Pod względem wielkości gmina zajmuje 178. miejsce.